# Achroosia nuda
Achroosia nuda är en fjärilsart som beskrevs av George Francis Hampson 1900. Achroosia nuda ingår i släktet Achroosia och familjen björnspinnare. Inga underarter finns listade i Catalogue of Life.